# Berkelland
Berkelland este o comună în provincia Gelderland, Țările de Jos. 

## Localități componente
Avest, Beltrum, Borculo, Brammelerbroek, Brinkmanshoek, Broeke, De Bruil, De Haar, Eibergen, Geesteren, Gelselaar, Haarlo, Heurne, Holterhoek, Hoonte, Hupsel, Leo-Stichting, Lintvelde, Lochuizen, Loo, Mallem, Neede, Noordijk, Noordijkerveld, Olden Eibergen, Rekken, Rietmolen, Ruurlo, Veldhoek.